# Natação no Campeonato Europeu de Esportes Aquáticos de 2021 - 4x100 m medley feminino
A prova do revezamento 4x100 metros medley feminino da natação no Campeonato Europeu de Esportes Aquáticos de 2021 ocorreu no dia 23 de maio na Arena Danúbio, em Budapeste na Hungria.

## Calendário
| Fase          | Data       | Hora  |
| ------------- | ---------- | ----- |
| Eliminatórias | 23 de maio | 11:08 |
| Final         | 23 de maio | 19:21 |

Todos os horários estão no horário local (UTC+1)

## Recordes
Antes desta competição, os recordes eram os seguintes:
|                       | Nacionalidade  | Tempo   | Local     | Data                |
| --------------------- | -------------- | ------- | --------- | ------------------- |
| Recorde mundial       | Estados Unidos | 3:50.40 | Gwangju   | 28 de julho de 2019 |
| Recorde europeu       | Rússia         | 3:53.38 | Budapeste | 30 de julho de 2017 |
| Recorde do campeonato | Rússia         | 3:54.22 | Glasgow   | 9 de agosto de 2018 |

Os seguintes novos recordes foram estabelecidos durante esta competição.
| Data       | Prova | Nadadoras                                                                                  | Nacionalidade | Tempo   | Recordes              |
| ---------- | ----- | ------------------------------------------------------------------------------------------ | ------------- | ------- | --------------------- |
| 23 de maio | Final | Kathleen Dawson (58.08) Molly Renshaw (1:05.72) Laura Stephens (57.55) Anna Hopkin (52.66) | Reino Unido   | 3:54.01 | Recorde do campeonato |

## Medalhistas
| Ouro | Prata | Bronze |
| Reino Unido · Kathleen Dawson · Molly Renshaw · Laura Stephens · Anna Hopkin · Cassie Wild* · Sarah Vasey* · Harriet Jones* · Freya Anderson* | Rússia · Maria Kameneva · Yuliya Yefimova · Svetlana Chimrova · Arina Surkova · Anastasia Fesikova* · Evgeniia Chikunova* | Itália · Margherita Panziera · Arianna Castiglioni · Elena Di Liddo · Federica Pellegrini · Silvia Scalia* · Martina Carraro* · Silvia Di Pietro* |

*Atletas que competiram apenas nas eliminatórias e receberam medalhas

## Resultados

### Eliminatórias
Esses foram os resultados das eliminatórias.
| Pos. | Bateria | Raia | Nacionalidade | Nadadoras | Tempo   | Notas            |
| ---- | ------- | ---- | ------------- | --- | ------- | ---------------- |
| 1    | 1       | 3    | Países Baixos | Kira Toussaint (59.51) Tes Schouten (1:07.84) Maaike de Waard (58.25) Femke Heemskerk (53.07)                      | 3:58.67 | Q                |
| 2    | 2       | 6    | Rússia        | Anastasia Fesikova (1:00.25) Evgeniia Chikunova (1:06.84) Svetlana Chimrova (56.98) Arina Surkova (54.71)          | 3:58.78 | Q                |
| 3    | 2       | 4    | Suécia        | Hanna Rosvall (1:02.70) Sophie Hansson (1:06.21) Louise Hansson (56.71) Michelle Coleman (53.74)                   | 3:59.36 | Q                |
| 4    | 2       | 5    | Itália        | Silvia Scalia (1:01.65) Martina Carraro (1:06.30) Elena Di Liddo (58.05) Silvia Di Pietro (54.26)                  | 4:00.26 | Q                |
| 5    | 3       | 5    | Reino Unido   | Cassie Wild (1:00.47) Sarah Vasey (1:06.98) Harriet Jones (58.47) Freya Anderson (54.47)                           | 4:00.39 | Q                |
| 6    | 1       | 4    | Finlândia     | Mimosa Jallow (1:00.41) Ida Hulkko (1:06.38) Laura Lahtinen (1:00.30) Fanny Teijonsalo (54.57)                     | 4:01.66 | Q                |
| 7    | 3       | 7    | Bielorrússia  | Anastasiya Shkurdai (1:00.14) Alina Zmushka (1:07.15) Anastasiya Kuliashova (58.67) Nastassia Karakouskaya (55.96) | 4:01.92 | Q,               |
| 8    | 3       | 0    | Dinamarca     | Karoline Sørensen (1:02.29) Clara Rybak-Andersen (1:08.24) Emilie Beckmann (57.52) Signe Bro (53.92)               | 4:01.97 | Q                |
| 9    | 3       | 2    | Espanha       | África Zamorano (1:01.48) Jessica Vall (1:07.12) Aina Hierro (59.79) Lidón Muñoz (53.99)                           | 4:02.38 | Recorde nacional |
| 10   | 3       | 8    | França        | Mathilde Cini (1:01.27) Justine Delmas (1:08.22) Marie Wattel (58.20) Assia Touati (54.74)                         | 4:02.43 |                  |
| 11   | 2       | 1    | Irlanda       | Danielle Hill (1:01.07) Mona McSharry (1:06.44) Ellen Walshe (59.72) Victoria Catterson (55.70)                    | 4:02.93 | Recorde nacional |
| 12   | 3       | 9    | Suíça         | Nina Kost (1:00.85) Lisa Mamié (1:08.14) Maria Ugolkova (58.76) Noémi Girardet (55.56)                             | 4:03.31 |                  |
| 13   | 3       | 6    | Turquia       | Ekaterina Avramova (1:01.25) Viktoriya Zeynep Güneş (1:07.38) Nida Eliz Üstündağ (1:00.62) Selen Özbilen (54.76)   | 4:04.01 |                  |
| 14   | 2       | 2    | Hungria       | Réka Nyirádi (1:02.80) Petra Halmai (1:07.56) Dalma Sebestyén (59.19) Fanni Gyurinovics (54.59)                    | 4:04.14 |                  |
| 15   | 3       | 1    | Chéquia       | Simona Kubová (1:01.00) Kristýna Horská (1:09.31) Barbora Janíčková (1:00.37) Barbora Seemanová (53.64)            | 4:04.32 |                  |
| 16   | 3       | 3    | Eslováquia    | Emma Marušáková (1:04.20) Andrea Podmaníková (1:08.37) Tamara Potocká (1:00.04) Teresa Ivanová (55.77)             | 4:08.38 | Recorde nacional |
| 17   | 2       | 8    | Bélgica       | Jade Smits (1:02.78) Josephine Dumont (1:09.50) Kimberly Buys (59.01) Lana Ravelingien (57.21)                     | 4:08.50 |                  |
| 18   | 3       | 4    | Eslovênia     | Janja Šegel (1:03.44) Tjaša Vozel (1:09.80) Katja Fain (1:01.61) Neža Klančar (54.93)                              | 4:09.78 | Recorde nacional |
| 19   | 2       | 3    | Letônia       | Arina Baikova (1:03.11) Arina Sisojeva (1:10.07) Ieva Maļuka (1:02.23) Gabriela Ņikitina (56.16)                   | 4:11.57 | [NR}}            |
| 20   | 1       | 5    | Áustria       | Caroline Pilhatsch (1:03.05) Cornelia Pammer (1:12.56) Lena Kreundl (1:00.48) Lena Opatril (56.83)                 | 4:12.92 |                  |
| 21   | 2       | 7    | Grécia        | Ioanna Sacha (1:02.73) Maria Drasidou Anna Ntountounaki Theodora Drakou                                            | DSQ     | DSQ              |
| 21   | 2       | 0    | Polónia       | Paulina Peda (1:00.66) Dominika Sztandera (1:08.17) Klaudia Naziębło (59.61) Katarzyna Wasick                      | DSQ     | DSQ              |

### Final
Esse foi o resultado da final.
| Pos.              | Raia | Nacionalidade | Nadadoras | Tempo   | Notas            |
| ----------------- | ---- | ------------- | --- | ------- | ---------------- |
| Medalha de ouro   | 2    | Reino Unido   | Kathleen Dawson (58.08 ) Molly Renshaw (1:05.72) Laura Stephens (57.55) Anna Hopkin (52.66)                      | 3:54.01 | ,                |
| Medalha de prata  | 5    | Rússia        | Maria Kameneva (59.47) Yuliya Yefimova (1:05.77) Svetlana Chimrova (56.78) Arina Surkova (54.23)                 | 3:56.25 |                  |
| Medalha de bronze | 6    | Itália        | Margherita Panziera (59.71) Arianna Castiglioni (1:05.66) Elena Di Liddo (57.27) Federica Pellegrini (53.66)     | 3:56.30 | Recorde nacional |
| 4                 | 3    | Suécia        | Michelle Coleman (1:00.00) Sophie Hansson (1:05.45) Louise Hansson (56.79) Sara Junevik (54.30)                  | 3:56.54 |                  |
| 5                 | 4    | Países Baixos | Kira Toussaint (59.76) Tes Schouten (1:07.93) Maaike de Waard (57.53) Femke Heemskerk (52.19)                    | 3:57.41 |                  |
| 6                 | 1    | Bielorrússia  | Anastasiya Shkurdai (59.53) Alina Zmushka (1:06.64) Anastasiya Kuliashova (58.30) Nastassia Karakouskaya (55.90) | 4:00.37 | Recorde nacional |
| 7                 | 7    | Finlândia     | Mimosa Jallow (1:00.47) Ida Hulkko (1:06.67) Laura Lahtinen (1:00.60) Fanny Teijonsalo (54.22)                   | 4:01.96 |                  |
| 8                 | 8    | Dinamarca     | Karoline Sørensen (1:02.04) Clara Rybak-Andersen (1:07.92) Emilie Beckmann Signe Bro                             | DSQ     | DSQ              |

Legenda
| Recorde mundial       | Recorde mundial (World record)               |                       | Recorde africano                      | Recorde africano (African) |                                           | Q | Classificado por posição (Qualified) |
| Recorde do campeonato | Recorde do campeonato (Championship record)  | Recorde da América    | Recorde da América (Americas)         | q                          | Classificado por melhor tempo (Qualified) |   |                                      |
| Melhor marca do ano   | Melhor marca do ano (World leading)          | Recorde asiático      | Recorde asiático (Asian)              | DNS                        | Não largou (Did not start)                |   |                                      |
| Recorde nacional      | Recorde nacional (National record)           | Recorde europeu       | Recorde europeu (European)            | DNF                        | Não terminou (Did not finish)             |   |                                      |
| Recorde pessoal       | Recorde pessoal do atleta (Personal best)    | Recorde da Oceania    | Recorde da Oceania (Oceania)          | DSQ / DQ                   | Desclassificado (Disqualified)            |   |                                      |
| Recorde da temporada  | Recorde da temporada do atleta (Season best) | Recorde sul-americano | Recorde sul-americano (South America) | NM                         | Sem marca (No mark)                       |   |                                      |